# Этернитатя (кладбище)
Этернитатя (Вечность) (рум. Eternitatea) — крупнейшее действующее кладбище города Яссы (Румыния). Исторический памятник.  В настоящее время кладбище занимает площадь 24 га, здесь похоронены более 900 выдающихся личностей.

## История
Возникло в 1868 году по инициативе примара Ясс Скарлата Пастия на окраине города, на участке земли под названием «Via lui Drago», расположенной на холме Тэтэрац, принадлежащем Пастии, которую он подарил городу. Строительство длилось более двух лет, первые захоронения были совершены начиная с 1876 года.
На кладбище была построена Церковь «Георгия Победоносца» («Sfântul Gheorghe») архитектором был Штефан Эмилиан.

## Военный мемориал
Здесь похоронены румынские, немецкие, русские и французские солдаты, павшие в Первой мировой войне, а также румынские, немецкие и советские солдаты и офицеры, погибшие во время Второй мировой войны. Военное кладбище включает в себя индивидуальные могилы, братские могилы и несколько памятников, построенных в честь павших воинов, принадлежащих к разным народам, участвовавшим в двух мировых войнах.
Место захоронения многих известных деятелей Румынии и Молдавии.

## Известные погребения
- Димитрие Ангел, поэт и писатель
- Сабин Бэлаша, художник, писатель и режиссёр
- Николае Бельдичану, поэт и писатель
- Маркус Глазер, католический епископ
- Димитрие Густи, социолог, этнолог и историк
- Мирча Давид, футболист
- Гарабет Ибрэиляну, литературный критик и писатель
- Эдуард Кауделла, композитор, скрипач, дирижер, педагог и музыкальный критик
- Михаил Когэлничану, юрист, историк, публицист и премьер-министр Румынии
- Василе Конта, философ, писатель и политик
- Раду Корне, генерал
- Ион Крянгэ, писатель
- Йоан П. Кулиану, историк религии, писатель и публицист
- Александр Ламбриор, филолог
- Вера Евгеньевна Миллер-Лебедева, математик
- Дмитрий Мурузи, писатель и композитор
- Гавриил Музическу, композитор, музыковед и дирижёр
- Анастасие Пану, политик
- Василий Васильевич Погор, политик, публицист и поэт
- Петру Пони, химик, физик, педагог, минералог и политик.
- Стефан Прокопиу, физик, изобретатель
- Аглае Прутяну, актриса
- Аристицца Романеску, актриса
- Джордже Топырчану, поэт, писатель, мемуарист и публицист
- Михаил Черчез, генерал
- Барбу Штефэнеску Делавранча, писатель, юрист и приматор Бухареста

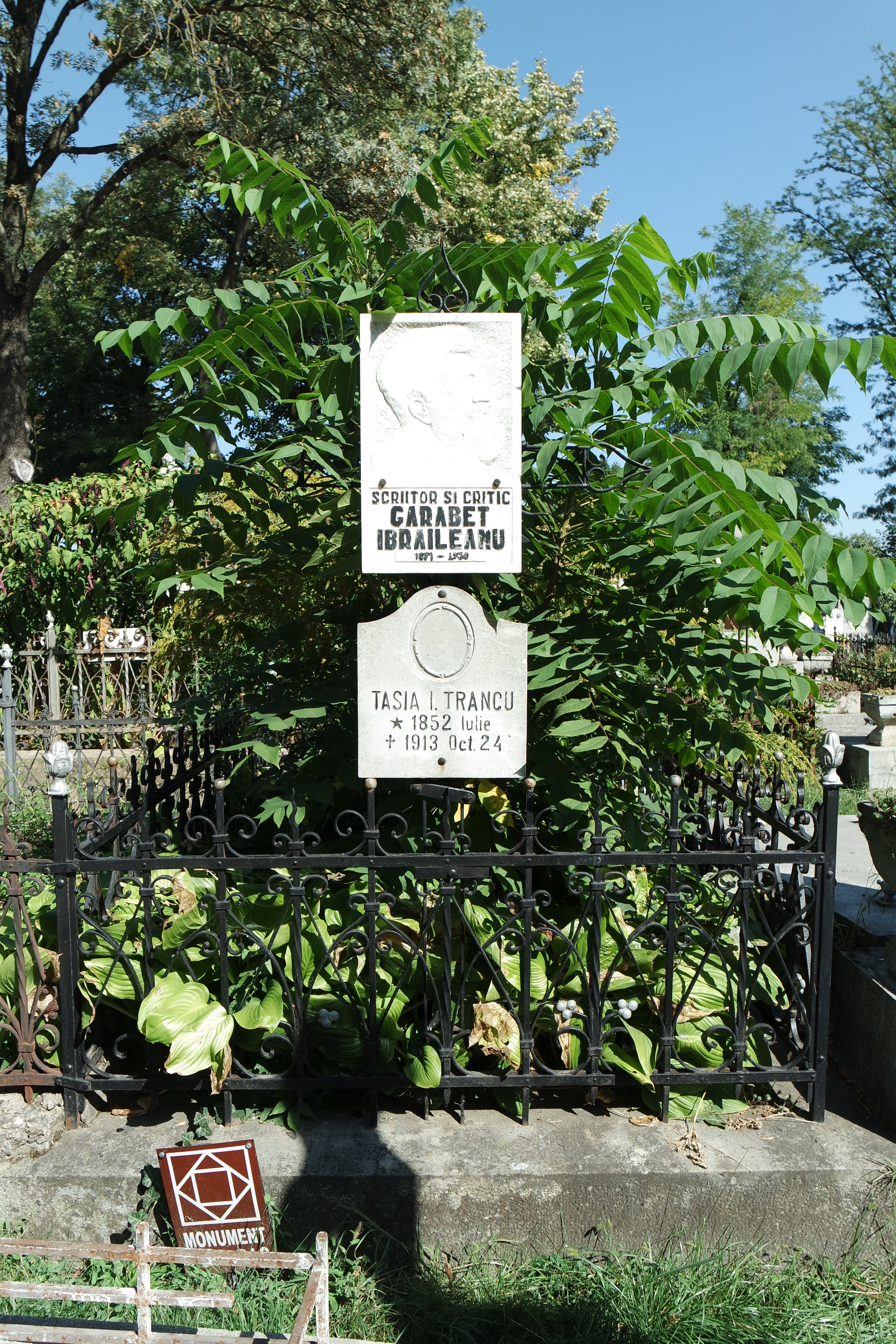
Могила Гарабета Ибрэиляну
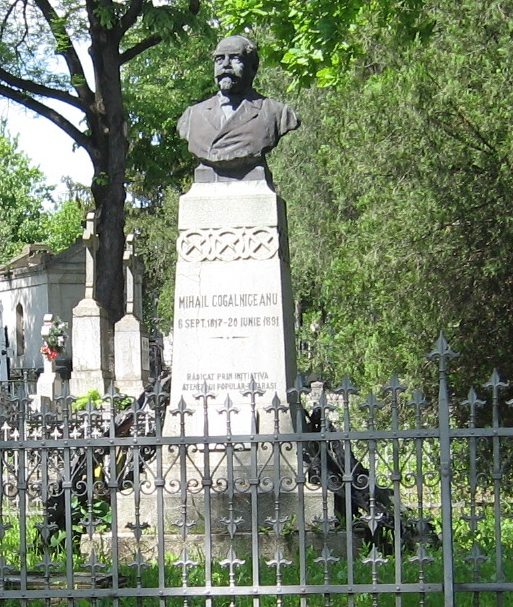
Могила Михаил Когэлничану
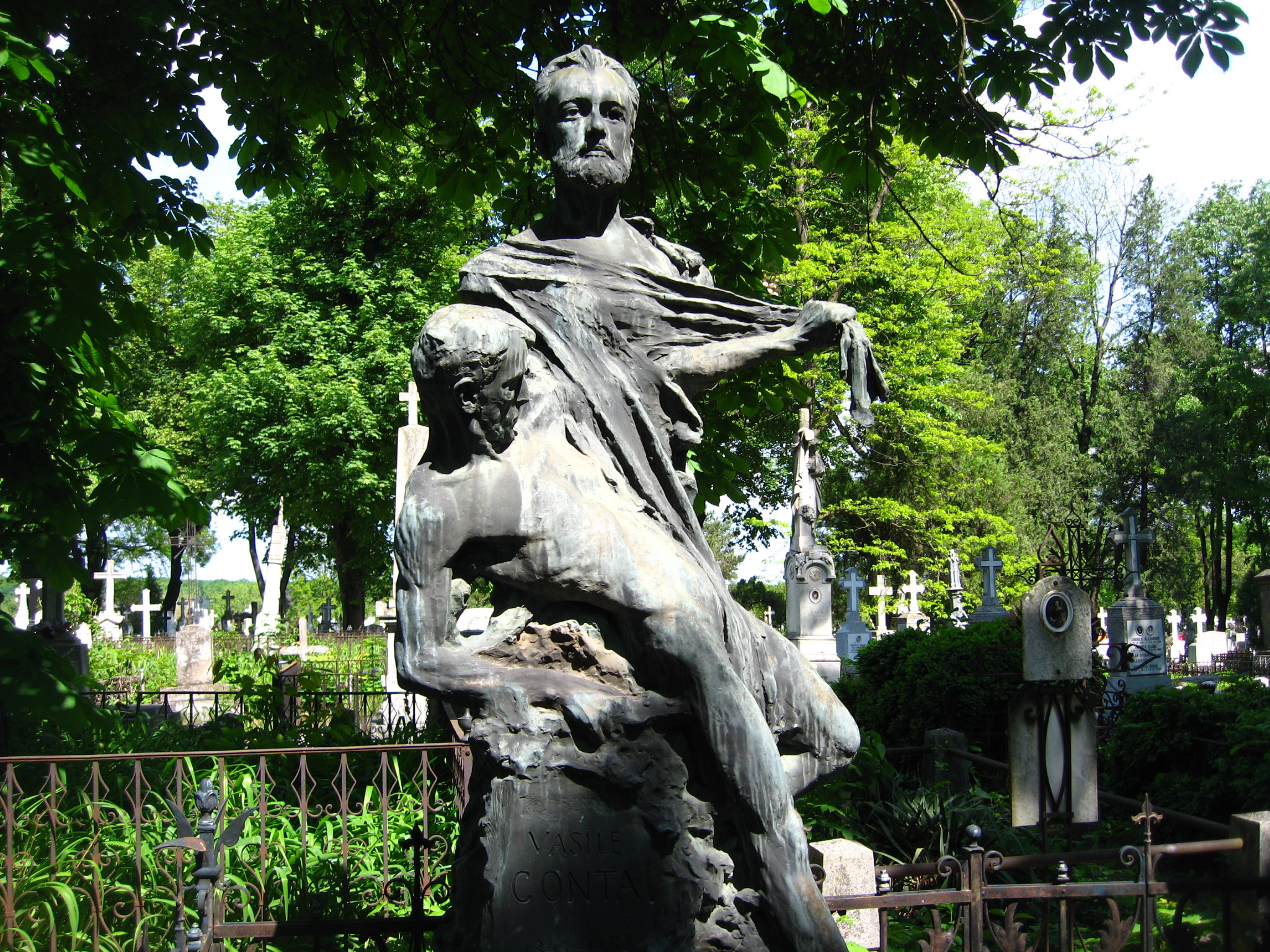
Могила Василе Конта
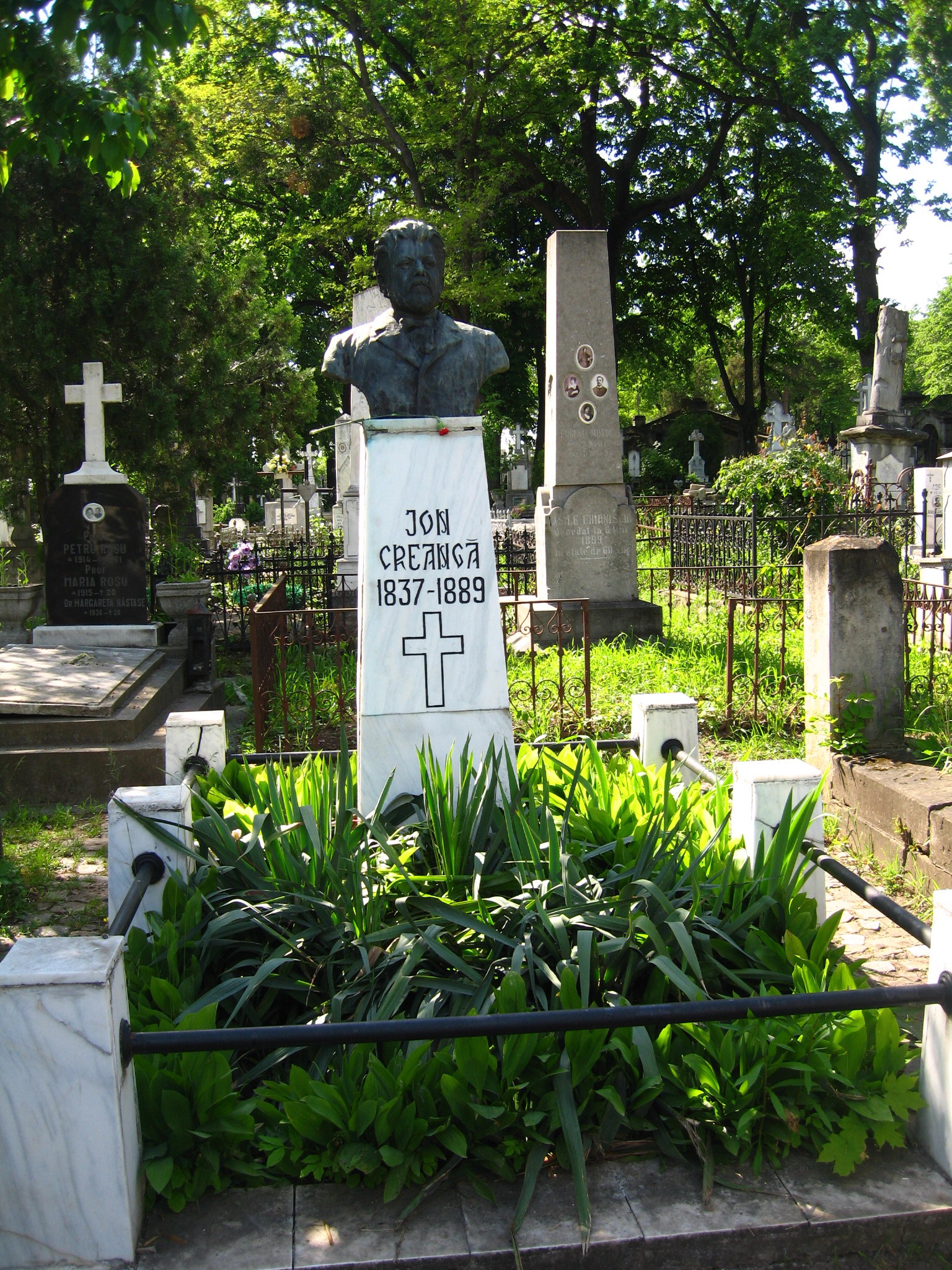
Могила Иона Крянгэ